# Workaway
Workaway est un réseau mondial qui met en relation des voyageurs prêts à donner un coup de main avec des hôtes qui ont besoin d’aide pour leurs projets ou leurs activités. Les hôtes peuvent être des personnes seules, des familles ou des groupes. Les volontaires Workaway – aussi appelés les « Workawayers » - doivent aider leurs hôtes en travaillant bénévolement pour une durée par jour préalablement convenue, en échange de quoi leurs hôtes leur offrent le gîte et le couvert ,. Workaway est financé notamment par des frais annuels d'adhésion.

## Description
Lorsque les hôtes s’inscrivent sur workaway.info, il leur est demandé de fournir des informations sur eux, sur le type d’aide dont ils ont besoin, sur l’hébergement qu’ils peuvent offrir et sur le type de personne qu’ils souhaitent recevoir. Les volontaires, eux, créent un profil en ligne qui inclut des informations personnelles et présente leurs compétences ou leur expérience. Après la création de leur profil, les volontaires peuvent contacter les hôtes par le biais du site Internet et discuter d’un possible échange avec eux.
Workaway s’adresse aux voyageurs à petit budget et aux étudiants en langues qui cherchent à s’immerger complètement dans la culture des pays qu’ils visitent, tout en permettant à des hôtes locaux de rencontrer des personnes de même état d’esprit qui peuvent apporter l’aide dont ils ont besoin,,. Workaway peut permettre à certains voyageurs d'améliorer leurs compétences linguistiques et d'approfondir leur connaissance du pays,.
Les offres d’échanges sont variées et proviennent de très nombreux pays à travers le monde. Certains types d’échanges proposés sur le site permettent aux bénévoles de faire du jardinage, de s’occuper d’animaux, de faire la cuisine ou d’aider à la ferme par exemple,.
Les conditions précises de l’échange sont convenues entre l’hôte et le volontaire ; Workaway n’a qu’un rôle d’intermédiaire entre les deux même s’il demande aux « Workawayers » une cotisation qui leur permettra pendant un an de contacter directement les hôtes via le site. La durée d’un échange peut aller de quelques jours à plus d’un an.

## Histoire
L’idée de Workaway est venue au fondateur, David Milward, au cours de ses voyages. Après avoir prolongé son séjour à Hawaï au début des années 1990 en donnant un coup de main dans l’auberge de jeunesse où il séjournait, il réalisa que de nombreux voyageurs voulaient être plus que de simples touristes. De retour chez lui, il commença à offrir une chambre dans sa propre maison en échange d’un coup de main sur sa propriété et c’est ainsi que tout a commencé.